# Trombolýza

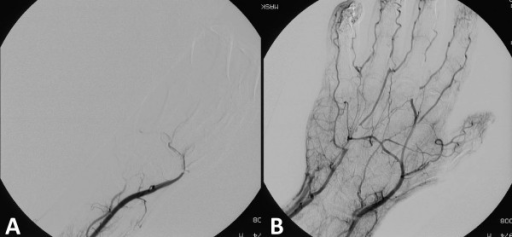
Rentgenové zobrazení cév před a po trombolýze

Trombolýza neboli fibrinolýza je proces rozpadu (lýza) krevní sraženiny (trombu). Je součástí regulace srážení krve. V krvi se neustále udržuje rovnováha mezi tvorbou a rozpouštěním fibrinových vláken. Možnosti urychlit rozpouštění těchto vláken pomocí farmak je využíváno při mrtvici způsobené ucpáním mozkové cévy a při závažné plicní embolii. Použití farmak u srdečního infarktu je nouzové. V ČR se místo toho používá katetrizace srdečních cév.
K urychlení trombolýzy se dříve se používaly látky získané z moči a bakterií, v současnosti jsou používány látky vytvořené genovým inženýrstvím – rekombinantní aktivátory plazminogenu.
Vzhledem k vysokému riziku krvácení nelze tuto metodu vždy využít.

## Příběhmrtvice

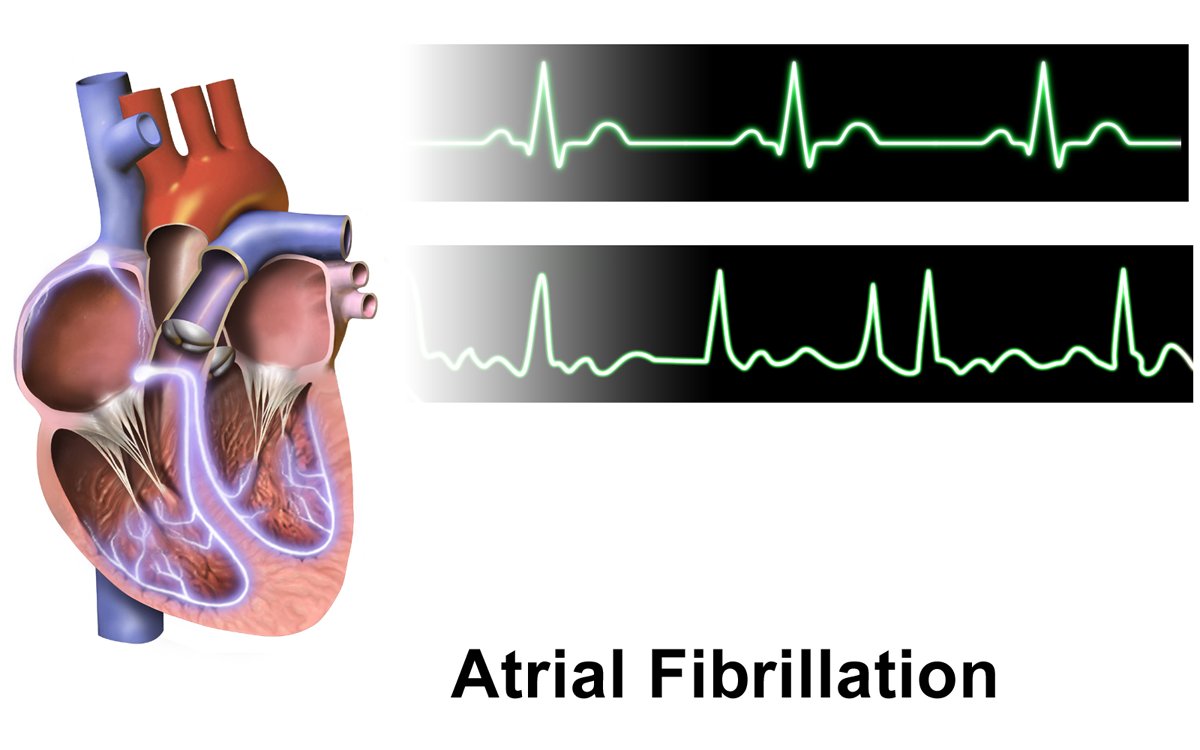
V srdci staršího člověka došlo k fibrilaci síní. Namísto pravidelného stahování (horní záznam) se část srdce chvěje a rytmus srdce je nepravidelný (dolní záznam).
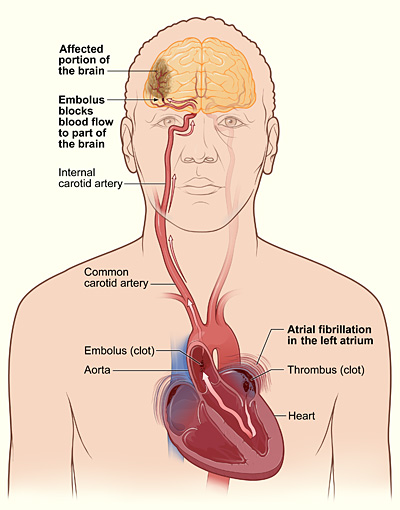
Kvůli  turbulencím krve se v levé srdeční předsíni  postupně vytváří krevní sraženina. Část této sraženiny byla krví dopravena až do mozku, kde se sraženinou ucpala céva a začínají odumírat mozkové buňky. To vedlo k ochrnutí půli těla.
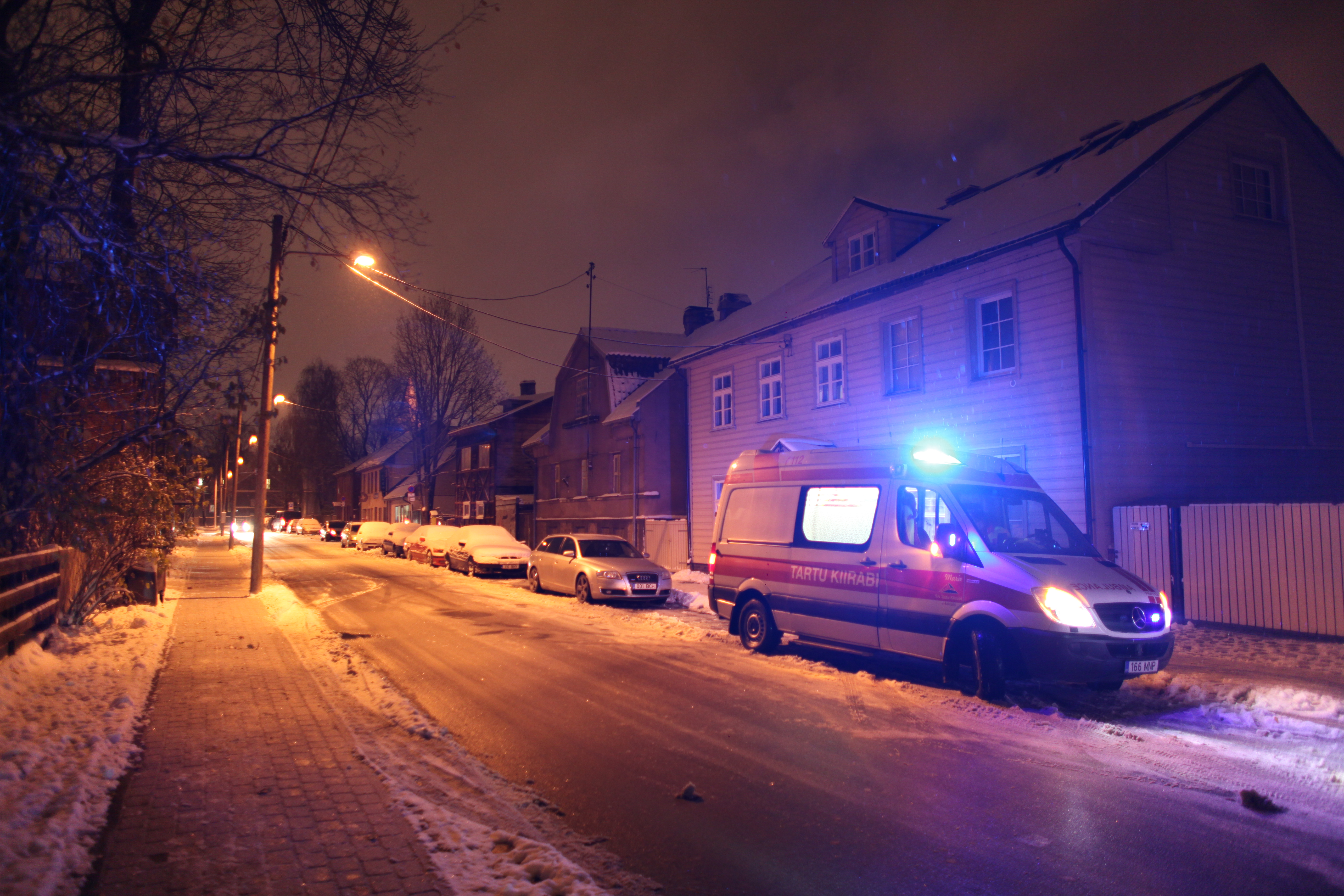
Začíná závod s časem - dostane pacient trombolýzu do hodiny po zahájení příznaků? To by poskytlo 70% šanci na úplné zotavení.
Složitá kaskáda odbourávání krevní sraženiny je zahájena minuty po příjezdu do specializovaného centra